# Radu Rey
Radu Rey (n. 17 septembrie 1940, Vatra Dornei, Suceava, România) este doctor în medicină veterinară (1989), cercetător științific gradul I, membru de onoare al Academiei Române și al Academiei de Științe Agricole și Silvice „Gheorghe Ionescu-Șișești”.

## Viața timpurie și educație
Radu Rey s-a născut în Vatra Dornei, Suceava în 17 septembrie 1940.
Rey a terminat educația primară și secundară în Vatra Dornei și Câmpulung Moldovenesc la Liceul Dragoș Vodă. 
A început studiile la Facultatea de Medicină Veterinară/Institutul Agronomic "Ion Ionescu de la Brad" în 1963-1964 și a absolvit Facultatea de Medicină Veterinară/Institutul Agronomic din Timișoara în 1967.
Între 1969 și 1989 a fost medic veterinar primar la circumscripții sanitar veterinare din bazinul Dornelor/asistență și igienă alimentară sanitar verinară (1964-1989).

## Cariera
Radu Rey și-a dedicat 50 de ani din viață cercetării și înțelegerii specificității economice și sociale și a stilului de viață din regiunile montane.
În anul 1980 a beneficiat de o bursă de studii în economia rurală montană la Universitatea din Innsbruck – Tirol, Austria.
Între 1991 și 2000, a fost cercetător științific gr. I la Institutul de Montanologie din Cristian-Sibiu/ASAS. 
Între 2006 și 2023, a fost cercetător științific gr. I la Institutul Național de Cercetare Economică "Costin C. Kirițescu"/Academia Română - Centrul pentru Economia Montană (CE-MONT). 

## Calificări academice
Dr. Radu Rey a obținut doctoratul în medicină veterinară în 1989 de la Institutul Agronomic "Dr. Petru Groza" din Cluj-Napoca

## Activitate didactică
Radu Rey a predat, ca profesor univ. (as.), cursul "Bazele Dezvoltării Rurale Montane" la diferite universități între 1990-2008, inclusiv
- Universitatea Ecologică – București
- Universitatea Bioterra – București
- Universitatea "Valahia" – Târgoviște
- Universitatea de Științe Agricole și Medicină Veterinară – Cluj-Napoca
- Universitatea de Științe Agricole și Medicină Veterinară – Iași.

De asemenea, a servit ca membru al comisiilor de doctorat și coordonator pentru teze legate de zonele montane (USAMV-Timișoara, București, Univ. Transilvania – Brașov).

## Recunoașteri internaționale și naționale
Radu Rey a fost recunoscut pentru expertiza sa în economia rurală montană, inclusiv:
- Expert al FAO pentru economia rurală montană din Europa de Est (1988)
- Expert al Uniunii Camerelor Europene de Experți UCEE/Bruxelles pentru economia rurală montană (2007)
- Lector-expert, trainer de formatori/specialiști agricoli și fermieri montani,
- Președinte, fondator, al Forumului Montan din România (ONG, 2003-2023), 8 filiale județene cu personalitate juridică;
- Vicepreședinte al ”Euromontana” (1996-2004) și Senator ”ad vitam”;
- Director-fondator al Centrului de Economie Montană, CE-MONT, Vatra Dornei/INCE/Academia Română (2008-2024…);
- Președinte/Secretar de Stat, al Comisiei Zonei Montane din România (1990-1993); Director general al Agenției Naționale a Zonei Montane (1994-1997); Director, 2000-2002 (MADR);
- Fondator al Agenției Naționale a Zonei Montane și al Centrului de Formare și Inovații pentru Dezvoltare în Carpați, CEFIDEC, Vatra Dornei (>4000 absolvenți/1994-2023);
- Fondator al Federației Agricultorilor de Munte – Dorna (1991-2003);
- Multiple proiecte ”pilot” destinate dezvoltării zonei montane, cu fonduri nerambursabile (Comisia Europeană, Banca Mondială, Euromontana, Elveția, Austria, Germania, GTZ, ș.a.), implementate fizic, cu succes (peste 10 mil. euro);
- Autor al Raportului/proiect pentru lanțul Munților Carpați (Premiul-unic, la primul Congres al Regiunilor Montan din Europa, Chamonix – Mont-Blanc, 1994, Sept.);
- Organizator a numeroase evenimente/conferințe naționale și internaționale, strategii, studii, memorandumuri, acte normative, ș.a., destinate protecției populației și dezvoltării durabile a zonei montane românești;
- Contribuții majore în favoarea dezvoltării zonelor montane, la nivel mondial (CE, Banca Mondială, ONU – Parteneriatul Montan, Consiliul Europei/Convenția Carpatică, ș.a.);
- ”Absolvent de Onoare” al Universității de Științe Agricole și Medicină Veterinară a Banatului – Timișoara;
- Autor principal al ”Legii Muntelui” (Nr. 347/2004 și Nr. 197/2018);[5]
- Doctor Honoris Causa – 2 universități;
- Fondator, în condiții de ”pionierat”, al sistemului național, instituțional și neguvernamental, pentru zona montană;[6]
- Decorat cu Ordinul ”Steaua României”, în rang de Cavaler (2000);[necesită citare]
- Decorat cu Ordinul Militar de România în rang de Comandor ”pentru contribuția la emanciparea națiunii” (2020);[necesită citare]
- „Meritul agricol – cu medalie” (ASAS, 2020);
- Diplomă de recunoștință – Biserica Ortodoxă Română/Paris;
- Diplomă de recunoștință națională – Congresul Spiritualității Românești, 1 Decembrie, 2008;
- Diplomă onorifică, Ambasador al Zonei Montane (MADR/ANZM – 2021);
- Membru al Consiliului Național al Muntelui, ca reprezentant al Academiei Române (2023) – prezidat de Primul Ministru;
- Distinguished Fellow – International Engineering and Technology Institute/IETI.

## Cărți de referință
- ”Viitor în Carpați” – Edit. Scrisul Românesc, Craiova,1977
- ”Civilizație Montană” – Edit. Științifică și Enciclopedică – București, 1986
- ”Munții și secolul XXI. Studiu comparat al strategiilor europene cu referire specială la zona Carpaților Românești. Planul M1-SEE„, Edit. ”Terra Nostra” – Iași, 2012 (premiul ASAS – 2012)
- ”Cronicile Munților”, Edit. G. Coșbuc, BN, 2023 (1541 pag.)